# Денісов Яків Якович
Денісов Яків Якович (нар. 17 грудня 1951) — український історик, кандидат історичних наук, доцент кафедри «соціальних комунікацій та інформаційної діяльності» Інституту гуманітарних та соціальних наук Національного університету «Львівська політехніка» .

## Життєпис
У 1977 р. закінчив Львівський державний університет ім. І.Франка, отримавши кваліфікацію історика, викладача історії та суспільствознавства.
У 1988 р. захистив кандидатську дисертацію на тему «Стратегічні операції Червоної армії в Чехословаччині (1944—1945 рр.. На матеріалах 1-го, 2-го, 4-го українських фронтів)» за спеціальністю 07.00.01. — історія України.
З серпня 2011 р. — доцент кафедри СКІД.

## Наукові інтереси
Українська та зарубіжна культура

## Вибрані публікації
- Історія України та її державності: Навч. посібник / Л. Є. Дещинський, І. О. Гаврилів, Я. Я. Денісов та ін. — Львів: Бескид Біт, 2008. — 444 с.
- Історія української та зарубіжної культури: Навч.посібник. / Р. Д. Зінкевич, С. В. Терський, Я. Я. Денисов. — Бескид-Біт, 2008. — 252 с.
- Історія науки і техніки України: Монографія / Л. Є. Дещинський, Я. Я. Денісов, Т. Г. Замлинський. — Львів: Растр 7, 2011. — 328 с.
- Українська та зарубіжна культура [Текст]: [Навч.-метод. посіб. для вищ. техн. навч. закл.] / Я. Я. Денисов, О. Г. Макарчук ; «Львів. політехніка», нац. ун-т, Ін-т дистанц. навчання. — Львів : Нац. ун-т Львів. політехніка, 2004. — 175 с. — (Дистанційне навчання ; № 23). — Бібліогр.: с. 169—172. — ISBN 966-553-373-8
- Західноукраїнські землі у дипломатичному протиборстві великих держав антигітлерівської коаліції в роки Другої світової війни (1939—1943 рр.) / Я. Я. Денісов // Вісн. Нац. ун-ту «Львів. політехніка». — 2005. — № 541: Держава та армія. — С. 144—151. -Бібліогр.: 16 назв.
- Історія України та її державності: Навч. посіб. для студ. дистанц. форми навчання / Л. Є. Дещинський, І. О. Гаврилів, Я. Я. Денісов, С. О. Іващук, С. В. Терський, Т. І. Замлинський, Р. Д. Зінкевич, Ж. В. Мина, І. М. Стасюк, В. М. Тарабан, Л. В. Цубов, С. С. Яким, В. С. Виздрик ; Нац. ун-т «Львів. політехніка». — Л. : Вид-во Нац. ун-ту «Львів. політехніка», 2005. −384 с. — (Дистанц. навчання ; № 25). — Бібліогр.: с. 373—383.
- Історія України та її державності: Навч. посіб. для студ. дистанц. форми навчання / Л. Є. Дещинський, І. О. Гаврилів, Р. Д. Зінкевич, Я. Я. Денісов, В. М. Тарабан, С. В. Шеломенцев-Терський. — 3-є вид., переробл. і доповн. — Л. : Бескид Біт, 2005. — 368 с. -Бібліогр.: с. 353—363.
- Культурологія: Плани семінар. занять і метод. поради з баз. курсу дисципліни «Культурологія» для студ. екон. спец. / Нац. ун-т «Львів. політехніка» ; Уклад.: Л. Є. Дещинський, Я. Я. Денісов, С. В. Терський, Л. В. Цубов, О. Г. Макарчук. — Л. : Вид-во Нац. ун-ту «Львів. політехніка», 2005. — 28 с.
- Методичні вказівки щодо виконання дипломних робіт для студентів спеціальності «Документознавство та інформаційна діяльність» / Нац. ун-т «Львів. політехніка» ; Уклад.: Р. Д. Зінкевич, М. В. Комова, О. П. Швед, О. Я. Мазур, Я. Я. Денісов. — Л. : Вид-во Нац. ун-ту «Львів. політехніка», 2005. — 32 с.
- Українська та зарубіжна культура: Метод. вказівки та плани семінар. занять з баз. курсу «Укр. та зарубіж. культура» для студ. інж.-техн. спец. / Нац. ун-т «Львів. політехніка» ; Уклад.: Л. Є. Дещинський, Я. Я. Денісов, О. Г. Макарчук, С. В. Терський, Л. В. Цубов, Н. М. Барановська. — Л. : Вид-во Нац. ун-ту «Львів. політехніка», 2005. — 32 с.
- Українська та зарубіжна культура: Навч. посіб. / Л. Є. Дещинський, Я. Я. Денісов, Л. В. Цубов, М. П. Скалецький, Н. М. Барановська, О. Г. Макарчук ; За ред. Л. Є. Дещинського. −4-е вид., переробл. і доповн. — Л. : Бескид Біт, 2005. — 304 с. — Бібліогр.: с. 298—303.

| українська персоналія | Це незавершена стаття про особу, що має стосунок до України. Ви можете допомогти проєкту, виправивши або дописавши її. |